# Barrage d'Itezhi-Tezhi
Le barrage d'Itezhi-Tezhi est un barrage en Zambie sur le Kafue dans le bassin du Zambèze. a été construit entre 1974 et 1977 à Itezhi-Tezhi Gap, dans une chaîne de collines à travers lesquelles la rivière avait érodé une vallée étroite, menant à la vaste étendue de zones humides connues sous le nom de Kafue Flats.

## Caractéristiques
L'objectif initial du barrage était de stocker l'eau pour la Barrage de Kafue Gorge, située à plus de 260 kilomètres en aval. La rivière Kafue, comme la plupart des rivières d'Afrique du Sud-Centre, connaît une très forte variation saisonnière, avec des crues pendant la saison des pluies et un ralentissement jusqu'à environ un vingtième de son débit de pointe à la fin de la saison sèche. Cependant, la production d'électricité nécessite un débit constant, ce qui ne peut être obtenu qu'en disposant d'un réservoir suffisamment grand pour stocker les crues saisonnières et les utiliser pendant la saison sèche. Aux gorges de Kafue, la topographie ne permet pas la formation d'un réservoir suffisamment grand. Les concepteurs du barrage ont donc eu l'idée d'implanter le réservoir principal à Itezhi-Tezhi et de libérer l'eau en un débit constant le long de la plaine de Kafue jusqu'au barrage des gorges de Kafue.
La construction d'une centrale électrique de 120 mégawatts (160 000 ch) au barrage d'Itezhi-Tezhi a débuté en 2011 et devait s'achever en 2015. Cette centrale, d'un coût de 250 millions de dollars, sera exploitée par Itezhi Tezhi Power Company (ITPC), une coentreprise entre ZESCO, la compagnie d'électricité publique zambienne, et TATA Africa, filiale du conglomérat indien Tata Group. L'entreprise d'ingénierie, d'approvisionnement et de construction (EPC) est Sinohydro, une entreprise publique chinoise d'ingénierie et de construction hydroélectrique, tandis que deux turbines Kaplan de 60 MW sont fournies par Alstom.
En 2014, la Banque africaine de développement (BAD), la Banque néerlandaise de développement (FMO), Banque de développement d'Afrique du Sud (DBSA) et Propaco de France ont accordé au gouvernement zambien un prêt de 142 millions de dollars pour financer environ la moitié du coût du projet. La centrale électrique a été entièrement mise en service en février 2016.

## Extension
Décidée en 2014 et mise en service début 2016, une nouvelle centrale hydroélectrique de 120 MW a été construite au pied du barrage d’Itezhi-Tezhi permettant d’accroître de 7,5 % la capacité préalablement installée en Zambie. Elle contribue à améliorer la fiabilité de l’approvisionnement électrique du pays, en maintenant la prédominance des énergies renouvelables dans le mix énergétique national.